# Кіровець (футбольний клуб, Макіївка)
Футбольний клуб «Кіровець» або просто «Кіровець»  — український футбольний клуб з міста Макіївка, Донецька область.  У футбольних турнірах представляв Макіївський металургійний комбінат. З 1966 по 1970 роки виступав у класі «Б» чемпіонату СРСР. Найвище досягнення — 9 місце в сезоні 1969 року.

## Хронологія назв
- 1936: Завод імені Кірова
- 1937—1948: «Сталь»
- 1949—?: «Металург»
- 1966—1970: «Авангард»
- 1971—?: «Кіровець»

## Історія

### Футбол у Макіївці
Перші футбольні команди були відомі в Макіївці в десяті роки XX століття. Вони мали назви: «Іван», «Софія» та «Берпас» (за назвою двох селищ — Берестівка та Пастуховки). Ці колективи обходилися товариськими матчами з навколишніми селищами.

### «Кіровець»
Першим футбольним лідером в Макіївці була команда, заснована при Макіївському металургійному заводі імені С. М. Кірова. У 1936 році команда «заводу» взяла участь в розіграші Кубку СРСР 1936 року. Учасниками першого офіційного матчу команди були: Савельєв, Федоров, Познахарьов, Примеров, Лишафаєв, Козлов, Васильєв, Лазарєв, Гуляєв, Шерікін, Пряхін, Кузменець.
Наступного року клуб отримав назву «Сталь». Першим відносним успіхом макіївців стала перемога «Сталі» в четвертій за силою групі першості України в 1937 році. «Сталь» також виступала в розіграші Кубку СРСР 1938 року. У 1946 році «Сталь» стала першою привезла до Макіївки титул чемпіона області.
У 1966 році під назвою «Авангард» клуб металургів дебютував у класі «Б» української зони чемпіонату СРСР. У першому сезоні дебютант змагань відзначився рідкісною безкомпромісністю — тільки одна нічия в 38 зіграних матчах зонального турніру («Локомотив» Донецьк, 1:1). Перемігши в стикових матчах команду «Торпедо» (Брянськ) футболісти «Авангарду» зайняли підсумкове 29-е місце серед 40 колективів класу «Б» України. У сезоні 1969 року «Авангард» зайняв найвище місце в своїй історії, став дев'ятим. У цьому сезоні в збірну команду України класу «Б» потрапив гравець макіївської команди В. Захаров.
Після реорганізації чемпіонату СРСР в 1971 році представники макіївських металургів втратили місце серед професіоналів.
З 1973 року команда металургів під назвою «Кіровець» виступала в першості Української РСР серед колективів фізичної культури. У 1980 році представники металургійної галузі робили спроби повернути Макіївку в чемпіонат СРСР, але ці спроби успіхом не увінчалися. Команда посіла перше місце в зоні першості УРСР випередивши «Сокіл» (Ровеньки) лише за додатковими показниками. У фінальному турнірі, який відбувся в Павлограді, «Авангард» з трьома перемогами при двох поразках посів підсумкове четверте місце. Командою керував Іван Скребец. Кращим гравцем фінального турніру в складі макіївської команди визнаний Р. Юсипов.
Після розпаду СРСР «Кіровець» на всеукраїнській арені «засвітився» лише одного разу. В аматорському  чемпіонаті України сезону 1993/94 команда зайняла 8-е місце з 15 команд у 4-й зоні.

## Статистика виступів
| Сезон                                                 | Назва клубу      | Ліга | Ліга                     | Ліга    | Ліга | Ліга | Ліга | Ліга | Ліга | Ліга | Ліга | Кубок                                                  | Дж.      |
| Сезон                                                 | Назва клубу      | Р    | Дивізіон                 | Місце   | Іг   | В    | Н    | П    | ЗМ   | ПМ   | О    | Кубок                                                  | Дж.      |
| ----------------------------------------------------- | ---------------- | ---- | ------------------------ | ------- | ---- | ---- | ---- | ---- | ---- | ---- | ---- | ------------------------------------------------------ | -------- |
| Першість Української РСР серед команд КФК, Кубок СРСР |                  |      |                          |         |      |      |      |      |      |      |      |                                                        |          |
| 1936                                                  | Завод ім. Кірова | —    | —                        | —       | —    | —    | —    | —    | —    | —    | —    | Кубок СРСР 1/64 фіналу                                 |          |
| 1937                                                  | Сталь            | КФК  | УРСР 4 група             | 1 з 8   | 3    | 3    | 0    | 0    | 9    | 3    | 9    | —                                                      | [3]      |
| 1938                                                  | Сталь            | —    | —                        | —       | —    | —    | —    | —    | —    | —    | —    | Кубок СРСР зональний турнір XVIII зона 1/2 фіналу      |          |
| 1946                                                  | Сталь            | —    | —                        | —       | —    | —    | —    | —    | —    | —    | —    | Кубок УРСР 3 коло                                      | [4]      |
| 1948                                                  | Сталь            | КФК  | УРСР 5 зона              | 5 з 16  | н/д  | н/д  | н/д  | н/д  | н/д  | н/д  | н/д  | —                                                      | [5]      |
| 1949                                                  | Металург         | КФК  | УРСР 5 зона              | 8 з 10  | н/д  | н/д  | н/д  | н/д  | н/д  | н/д  | 4    | —                                                      | [6]      |
| 1950                                                  | Металург         | КФК  | УРСР 2 зона              | 7 з 10  | 17   | 3    | 2    | 12   | 18   | 41   | 8    | —                                                      | [7]      |
| 1951                                                  | Металург         | КФК  | УРСР 1 група, 3 зона     | 6 з 10  | н/д  | н/д  | н/д  | н/д  | н/д  | н/д  | н/д  | —                                                      | [8]      |
| Чемпіонат СРСР — Клас «Б»                             |                  |      |                          |         |      |      |      |      |      |      |      |                                                        |          |
| 1966                                                  | Авангард         | III  | Клас «Б» 1 зона УРСР     | 15 з 20 | 38   | 17   | 1    | 20   | 48   | 44   | 35   | —                                                      |          |
| 1967                                                  | Авангард         | III  | Клас «Б» 2 зона УРСР     | 13 з 21 | 40   | 12   | 15   | 13   | 30   | 35   | 39   | Кубок СРСР зональний турнір 1 зона УРСР 1/8 фіналу     |          |
| 1968                                                  | Авангард         | III  | Клас «Б» 2 зона УРСР     | 12 з 21 | 40   | 15   | 8    | 17   | 34   | 37   | 38   | Кубок СРСР зональний турнір Зона Закарпаття 1/4 фіналу |          |
| 1969                                                  | Авангард         | III  | Клас «Б» 2 зона УРСР     | 9 з 21  | 40   | 13   | 15   | 12   | 35   | 37   | 41   | —                                                      |          |
| 1970                                                  | Авангард         | III  | Клас «Б» 2 зона УРСР     | 3 з 14  | 26   | 10   | 10   | 6    | 29   | 26   | 30   | —                                                      |          |
| 1970                                                  | Авангард         | III  | Фінал за 1—14 місця УРСР | 11 з 27 | 14   | 2    | 3    | 9    | 4    | 15   | 7    | —                                                      |          |
| Першість Української РСР                              |                  |      |                          |         |      |      |      |      |      |      |      |                                                        |          |
| 1973                                                  | Кіровець         | КФК  | УРСР 6 зона              | 5 з 7   | 12   | 5    | 2    | 5    | 11   | 15   | 12   | Кубок УРСР 1/4 фіналу                                  | [9][10]  |
| 1976                                                  | Кіровець         | КФК  | УРСР 5 зона              | 3 з 10  | 18   | 8    | 6    | 4    | 24   | 14   | 22   | —                                                      | [11]     |
| 1977                                                  | Кіровець         | КФК  | УРСР 5 зона              | 6 з 12  | 22   | 11   | 3    | 8    | 27   | 26   | 25   | Кубок УРСР 1/16 фіналу                                 | [12][13] |
| 1979                                                  | Кіровець         | КФК  | УРСР 6 зона              | 2 з 11  | 20   | 11   | 6    | 3    | 27   | 11   | 28   | —                                                      | [14]     |
| 1980                                                  | Кіровець         | КФК  | УРСР 6 зона              | 1 з 12  | 22   | 13   | 6    | 3    | 36   | 14   | 32   | —                                                      | [15]     |
| 1980                                                  | Кіровець         | КФК  | фінал                    | 4 з 6   | 5    | 3    | 0    | 2    | 7    | 2    | 6    | —                                                      | [16]     |
| 1981                                                  | Кіровець         | КФК  | УРСР 6 зона              | 6 з 12  | 22   | 10   | 4    | 8    | 35   | 22   | 24   | —                                                      | [17]     |
| 1982                                                  | Кіровець         | КФК  | УРСР 6 зона              | 5 з 8   | 14   | 4    | 6    | 4    | 13   | 10   | 14   | —                                                      | [18]     |
| 1983                                                  | Кіровець         | КФК  | УРСР 6 зона              | 3 з 8   | 14   | 5    | 5    | 4    | 15   | 13   | 15   | —                                                      | [19]     |
| 1984                                                  | Кіровець         | КФК  | УРСР 6 зона              | 5 з 8   | 14   | 4    | 5    | 5    | 15   | 17   | 13   | —                                                      | [20]     |
| 1985                                                  | Кіровець         | КФК  | УРСР 6 зона              | 5 з 8   | 14   | 3    | 8    | 3    | 9    | 9    | 14   | —                                                      | [21]     |
| 1988                                                  | Кіровець         | КФК  | УРСР 6 зона              | 5 з 12  | 22   | 9    | 7    | 6    | 32   | 26   | 25   | —                                                      | [22]     |
| 1990                                                  | Кіровець         | КФК  | УРСР 6 зона              | 15 з 15 | 28   | 1    | 7    | 20   | 20   | 61   | 9    | —                                                      | [23]     |
| Чемпіонат України серед аматорських команд            |                  |      |                          |         |      |      |      |      |      |      |      |                                                        |          |
| 1993/94                                               | Кіровець         | АЛФУ | ЧУА 4 зона               | 8 з 15  | 28   | 10   | 9    | 9    | 39   | 36   | 29   | —                                                      |          |

## Досягнення
СРСР
- Українська зона Класу «Б» чемпіонату СРСР
  - 9-е місце (1): 1969

Аматорські змагання
- Чемпіонат УРСР серед КФК
  - 4-е місце (1): 1980

Регіональні
- Чемпіонат Донецької області
  -  Чемпіон (8): 1946, 1975, 1978, 1983, 1986, 1987, 1989, 1993

- Кубок Донецької області
  -  Володар (5): 1962, 1976, 1977, 1980, 1981[24]